# Es war alles am besten
Es war alles am besten ist das 19. Studioalbum des deutschen Schlagersängers Jürgen Drews. Es erschien am 27. März 2015 über das Label Rhingtön bzw. Universal Music und erreichte Platz 41 der deutschen Charts, wo es sich zwei Wochen halten konnte. In Österreich konnte das Album hingegen nicht charten.

## Hintergrund
Zu dem Titel des Albums sagte Drews selbst in einem Interview: „Den Text kann ich so unterschreiben: Das bin ich, so denke ich. Dieser Song berührt mich, weil er mich und mein Denken erklärt. Mit einem Partytitel oder Schlagertitel könnte ich mich nicht erklären. Jedes Wort drückt hier ein Stück von mir aus.“ Drews habe sich, trotz seines für das Musikgeschäft hohen Alters noch einmal „neu erfunden“, das Anhören des Albums würde dies bestätigen. Im Vergleich zu seinen früheren Longplayern seien hier auch gute „Dance-Titel“ zu hören, außerdem ist, so Drews weiter, Es war alles am besten abwechslungsreich gestaltet.

## Titelliste
| #   | Titel                                                        | Länge |
| --- | ------------------------------------------------------------ | ----- |
| 1.  | Es war alles am besten                                       | 4:34  |
| 2.  | Wie im Himmel so auf Erden                                   | 3:33  |
| 3.  | Millionen Meilen (Ich tu' es für dich und sonst für niemand) | 3:38  |
| 4.  | Das ist der Moment                                           | 3:11  |
| 5.  | Abenteuer                                                    | 3:45  |
| 6.  | Der schwerste Tag war gestern                                | 3:45  |
| 7.  | Von Null auf Hundert                                         | 4:07  |
| 8.  | Wann wenn nicht jetzt                                        | 3:58  |
| 9.  | Ich greif mir ein Stück vom Himmel                           | 3:17  |
| 10. | Ich flieg zu dir                                             | 3:52  |
| 11. | Ich will es immer noch wissen                                | 3:21  |
| 12. | Kneif mich                                                   | 2:57  |
| 13. | Hab ich dich nicht schon mal geseh'n (Boah Ey)               | 3:46  |
| 14. | Heut schlafen wir in meinem Cabrio                           | 3:55  |
| 15. | Lied für meine Nacht                                         | 2:59  |
| 16. | Olé, ich freu mich drauf (Version 2014)                      | 3:46  |
| 17. | Wie im Himmel so auf Erden (Xtreme RMX)                      | 3:59  |

## Charts
Es war alles am besten erreichte in zwei Chartwochen Position 41 der deutschen Albumcharts. Für Drews ist dies der siebte Charterfolg in den deutschen Albumcharts. Als einzige Single des Albums erreichte Das ist der Moment die Charts. Die Single schaffte es in einer Chartwoche auf Position 73 und wurde zu Drews’ 27. Charthit in Deutschland.

## Kritik
| Professionelle Bewertungen | Professionelle Bewertungen |
| -------------------------- | -------------------------- |
| Kritiken                   |                            |
| Quelle                     | Bewertung                  |
| laut.de                    | [ 2 ]                      |

Redakteurin Dani Fromm von laut.de gab dem Album zwei von fünf möglichen Sternen und lobte Drews’ Gesangseinlagen, die trotz seines ihrer Meinung nach begrenzten Talents „gar keine schlechte Figur“ abgebe. Sie lobte auch die „positive Botschaft“ des Albums, die zwar nicht originell, aber authentisch sei. Die ersten Lieder des Tonträgers seien passabel, anschließend würden jedoch hauptsächlich „Gute-Laune-Liebesliedchen“ folgen. Drews versuche zwar, sich dem Zeitgeist anzupassen, dies würde jedoch nicht gelingen und viele Lieder würden am Ende doch wie ein „Großraumdisco-Hit“ aus den 1990er Jahren klingen.